# Бондуровка (Чечельницкий район)
Бондуро́вка (укр. Бондурівка) — село на Украине, находится в Чечельницком районе Винницкой области.
Население по переписи 2024 года составляет 500 человек. Почтовый индекс — 24810. Телефонный код — 4351.
Занимает площадь 3,7 км².

## Адрес местного совета
24810, Винницкая область, Чечельницкий район, с. Бондуривка, ул. Ленина, 1